# Puertoricaanse uil
De Puertoricaanse uil (Gymnasio nudipes synoniem: Megascops nudipes) is een vogel uit de familie Strigidae (uilen).

## Verspreiding en leefgebied
Deze soort is endemisch in Puerto Rico en telt twee ondersoorten:
- G. n. nudipes: Puerto Rico.
- G. n. newtoni: Maagdeneilanden.

## Status
De grootte van de populatie is niet gekwantificeerd maar de soort wordt omschreven als algemeen. Op de Rode lijst van de IUCN heeft deze soort de status niet bedreigd.